# Hässelby SK Innebandy
Hässelby SK Innebandy är en innebandyförening i Hässelby i Stockholm. Föreningen ingår i alliansföreningen Hässelby SK där även idrotterna friidrott, fotboll och hockey ingår. Hässelby SK innebandy är en av Stockholms och Sveriges största innebandyföreningar och har lag för herrar, damer, ungdomar och barn.
Hässelby SK startade sin innebandyverksamhet under slutet av 1980-talet i samband med att sporten växte i Sverige. Klubben har en verksamhet för alla åldrar och nivåer.
Klubbens färger är svart och gult, och smeknamnet ”Hawks” används i både kommunikation och profilmaterial.

## Kända spelare
Flera spelare från klubben har gått vidare till spel i Svenska Superligan och landslag. Som exempel nämns Moa Tschöp, Amanda Wendelstig, Rickie Hyvärinen, Andreas Ackevi, Jesper Måwe, Patrik Hagberg, Julia Croneld, Benjamin O'Loghlen, David Johannesson, Alva Törnros. 

## Meriter
SM-GULD;
- 2002 Hässelby vann SM Guld i F16 (Flickor 1985)[1]
- 2008 Hässelby tog SM-Guld i P16
- 2008 Hässelby tog SM-Guld i J18